# Vestingcross
De Vestingcross is een veldrijwedstrijd die sinds 2017 jaarlijks wordt georganiseerd in de Nederlandse stad Hulst in Zeeuws-Vlaanderen. De eerste vier edities behoorden tot de Brico Cross, in 2020 hernoemd tot Ethias Cross. 
In 2020 verhuisde de wedstrijd eenmalig naar de voormalige veerhaven Perkpolder van de Veerdienst Kruiningen-Perkpolder en werd deze verreden zonder publiek. Dit vanwege de Coronapandemie.
Vanaf 2021 behoort de wedstrijd tot de Wereldbeker en sinds 2024 is ze beschermd. Renners mogen in principe niet meer afzeggen en er mogen geen andere koersen op dezelfde datum worden geprogrammeerd.

## Erelijst

### Mannen elite
| Datum      | Klassement   | Cat. | Winnaar              | Tweede            | Derde             |
| ---------- | ------------ | ---- | -------------------- | ----------------- | ----------------- |
| 21/12/2024 | Wereldbeker  | CDM  | Niels Vandeputte     | Felipe Orts       | Pim Ronhaar       |
| 30/12/2023 | Wereldbeker  | CDM  | Mathieu van der Poel | Joris Nieuwenhuis | Lars van der Haar |
| 27/11/2022 | Wereldbeker  | CDM  | Mathieu van der Poel | Laurens Sweeck    | Eli Iserbyt       |
| 02/01/2022 | Wereldbeker  | CDM  | Tom Pidcock          | Eli Iserbyt       | Lars van der Haar |
| 03/01/2021 | Wereldbeker  | CDM  | Mathieu van der Poel | Wout van Aert     | Tom Pidcock       |
| 16/02/2020 | Ethias Cross | C1   | Eli Iserbyt          | Tom Pidcock       | Toon Aerts        |
| 17/02/2019 | Brico Cross  | C2   | Mathieu van der Poel | Lars van der Haar | Tom Pidcock       |
| 18/02/2018 | Brico Cross  | C2   | Mathieu van der Poel | Laurens Sweeck    | Tom Meeusen       |
| 12/02/2017 | Brico Cross  | C2   | Mathieu van der Poel | Lars van der Haar | Wout van Aert     |

### Vrouwen elite
| Datum      | Klassement   | Cat. | Winnaar                    | Tweede                     | Derde                      |
| ---------- | ------------ | ---- | -------------------------- | -------------------------- | -------------------------- |
| 21/12/2024 | Wereldbeker  | CDM  | Marie Schreiber            | Lucinda Brand              | Puck Pieterse              |
| 30/12/2023 | Wereldbeker  | CDM  | Puck Pieterse              | Ceylin del Carmen Alvarado | Lucinda Brand              |
| 27/11/2022 | Wereldbeker  | CDM  | Puck Pieterse              | Fem van Empel              | Shirin van Anrooij         |
| 02/01/2022 | Wereldbeker  | CDM  | Lucinda Brand              | Puck Pieterse              | Annemarie Worst            |
| 03/01/2021 | Wereldbeker  | CDM  | Denise Betsema             | Lucinda Brand              | Ceylin del Carmen Alvarado |
| 16/02/2020 | Ethias Cross | C1   | Ceylin del Carmen Alvarado | Annemarie Worst            | Denise Betsema             |
| 17/02/2019 | Brico Cross  | C2   | Denise Betsema             | Annemarie Worst            | Inge van der Heijden       |
| 18/02/2018 | Brico Cross  | C2   | Laura Verdonschot          | Ellen Van Loy              | Ceylin del Carmen Alvarado |
| 12/02/2017 | Brico Cross  | C2   | Sanne Cant                 | Katherine Compton          | Laura Verdonschot          |